# Indigeen (plant)
Indigene planten zijn oorspronkelijk inheemse planten in een bepaald gebied, waarbij onderscheid gemaakt wordt tussen de idiochorofyten en de archeofyten. De idiochorofyten zijn de autochtone of oorspronkelijk inheemse planten; de archeofyten zijn de "oeradventieven" die zich hebben gevestigd met hulp van de mens na de laatste ijstijd en vóór 1492. In deze meer praktische indeling worden deze twee groepen samengevoegd tot indigene planten. Voorbeelden zijn: bolderik (Agrostemma githago), wilde haver (Avena fatua), klein streepzaad (Crepis capillaris), kroontjeskruid (Euphorbia helioscopia), smalle weegbree (Plantago lanceolata), groene naaldaar (Setaria viridis), ringelwikke (Vicia hirsuta).

Voorbeelden van idiochorofyten
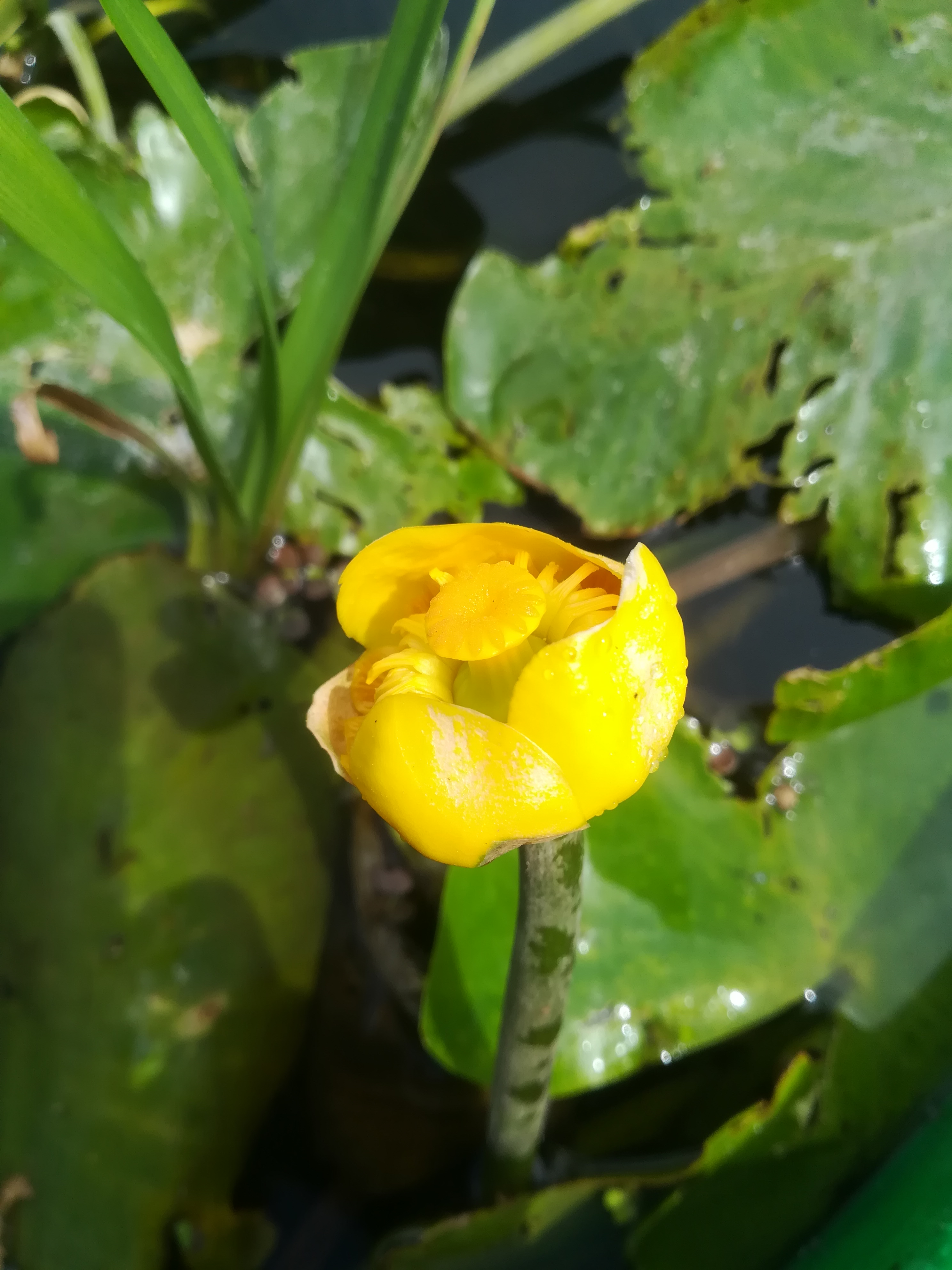
Gele plomp
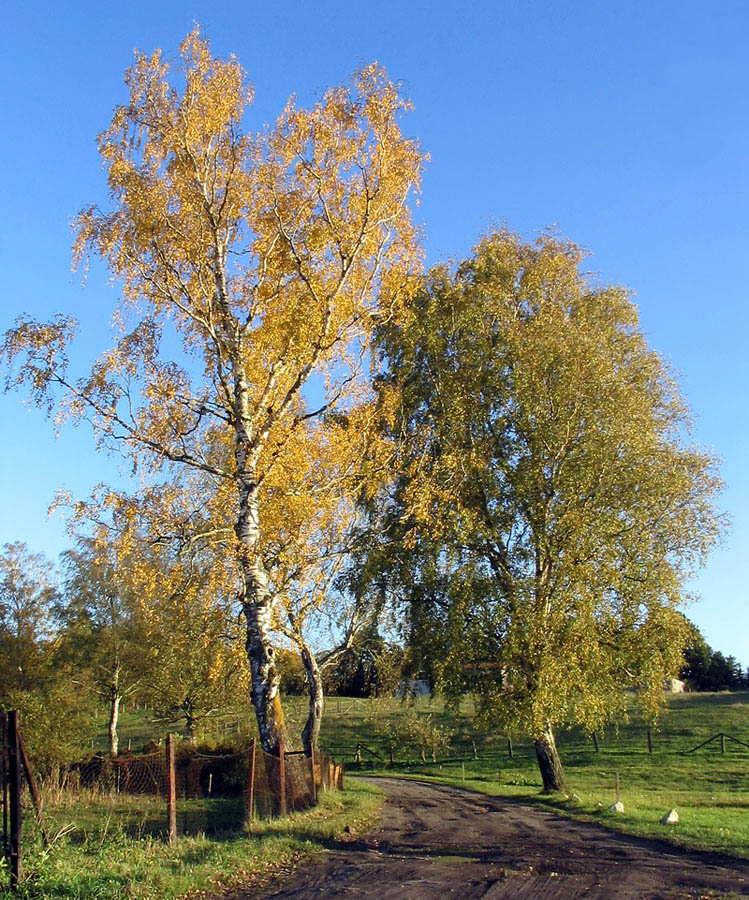
Berk
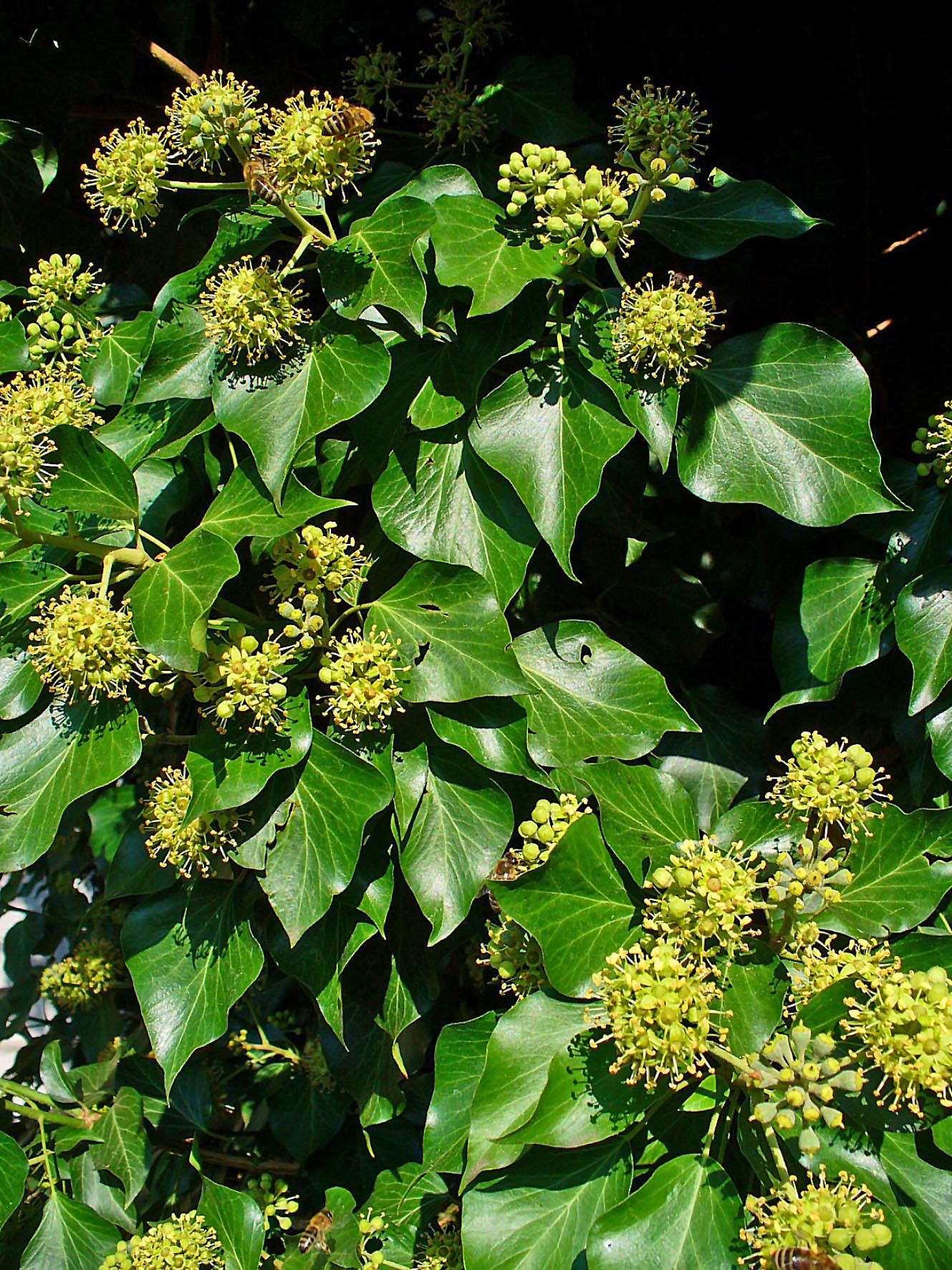
Klimop
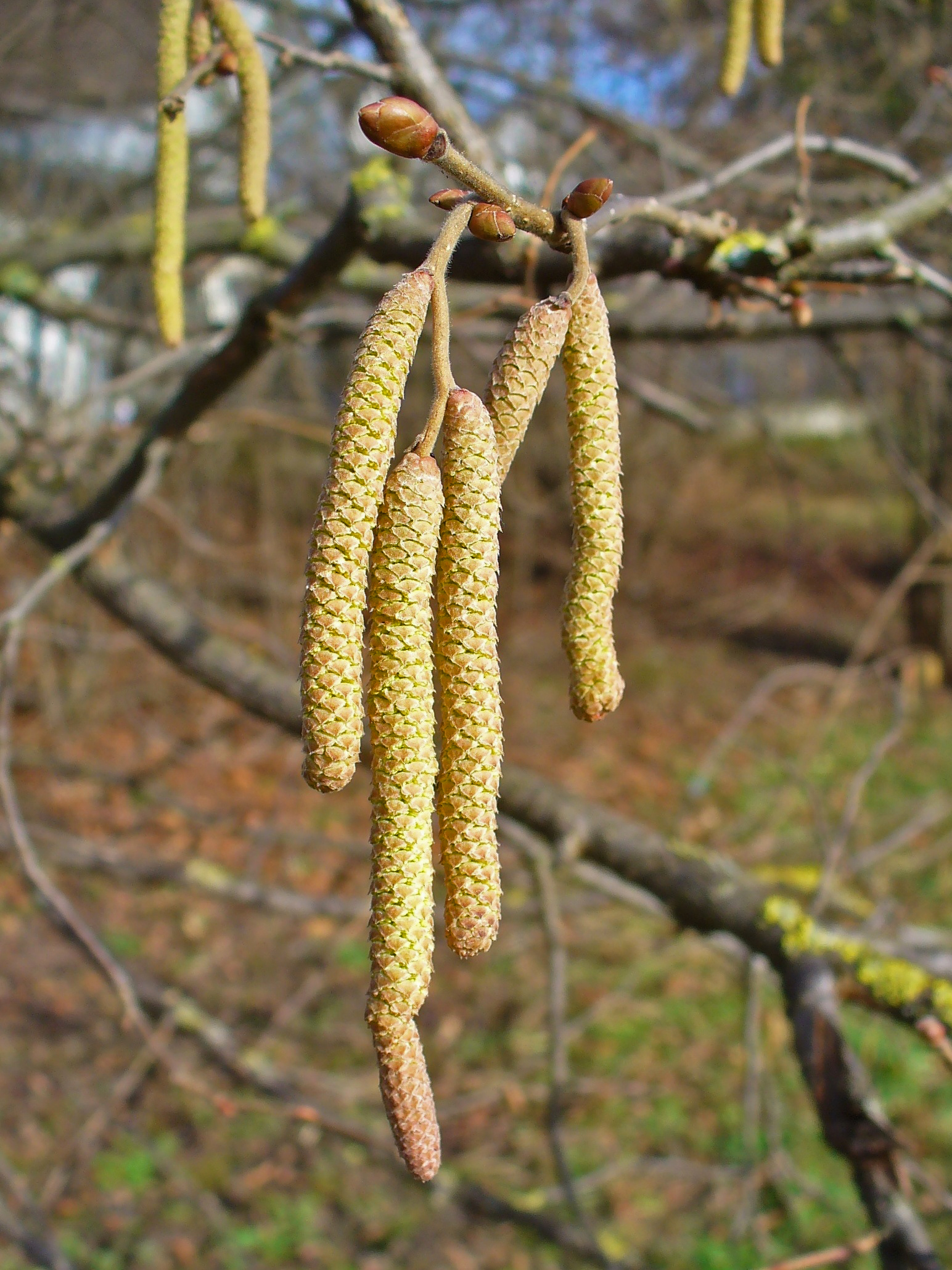
Hazelaar
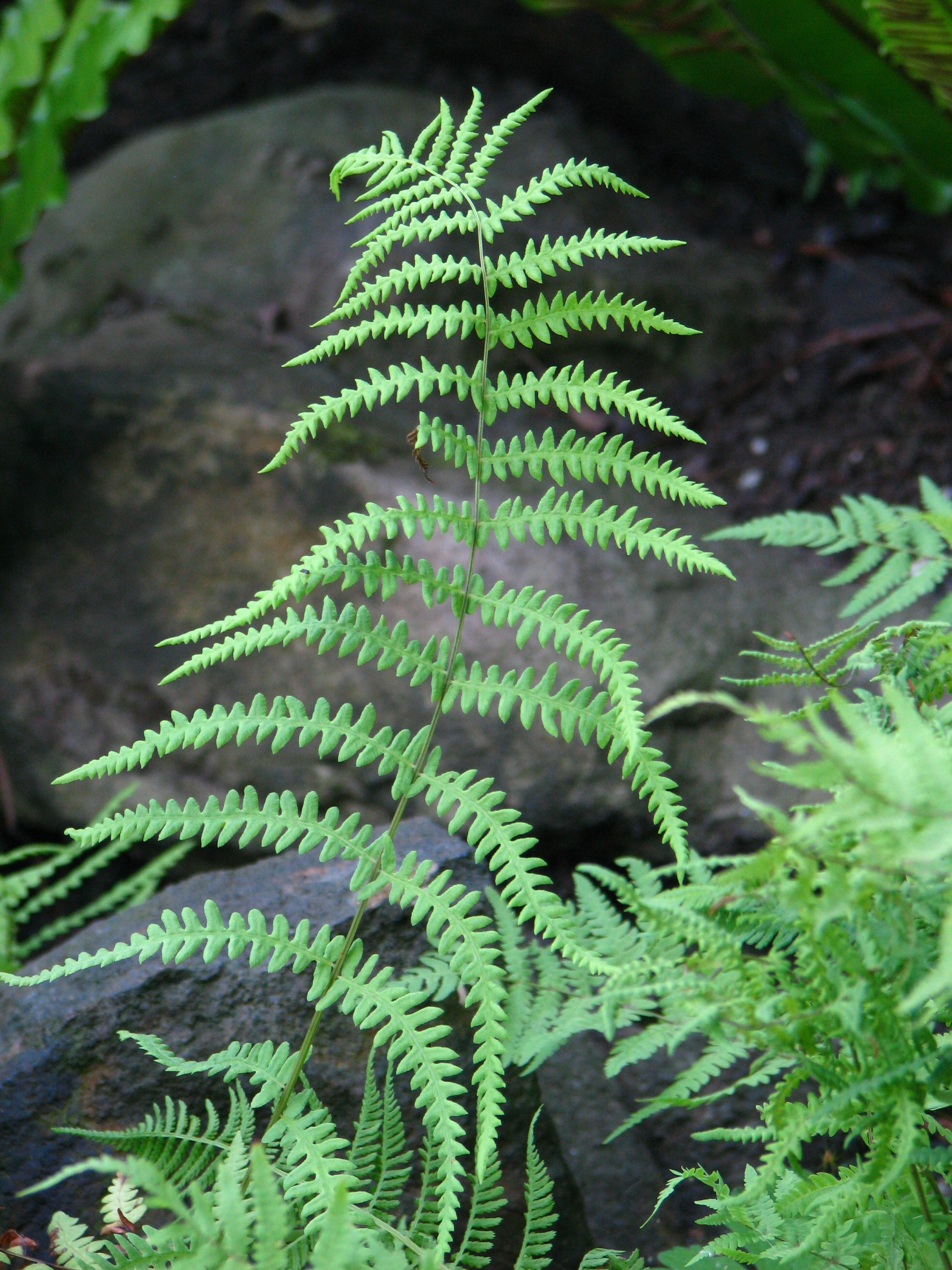
Moerasvaren
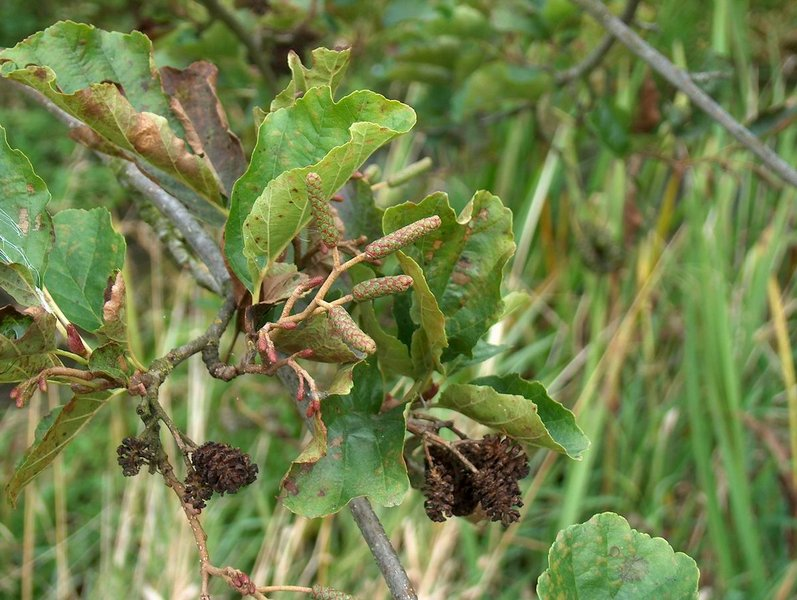
Els

Voorbeelden van archeofyten
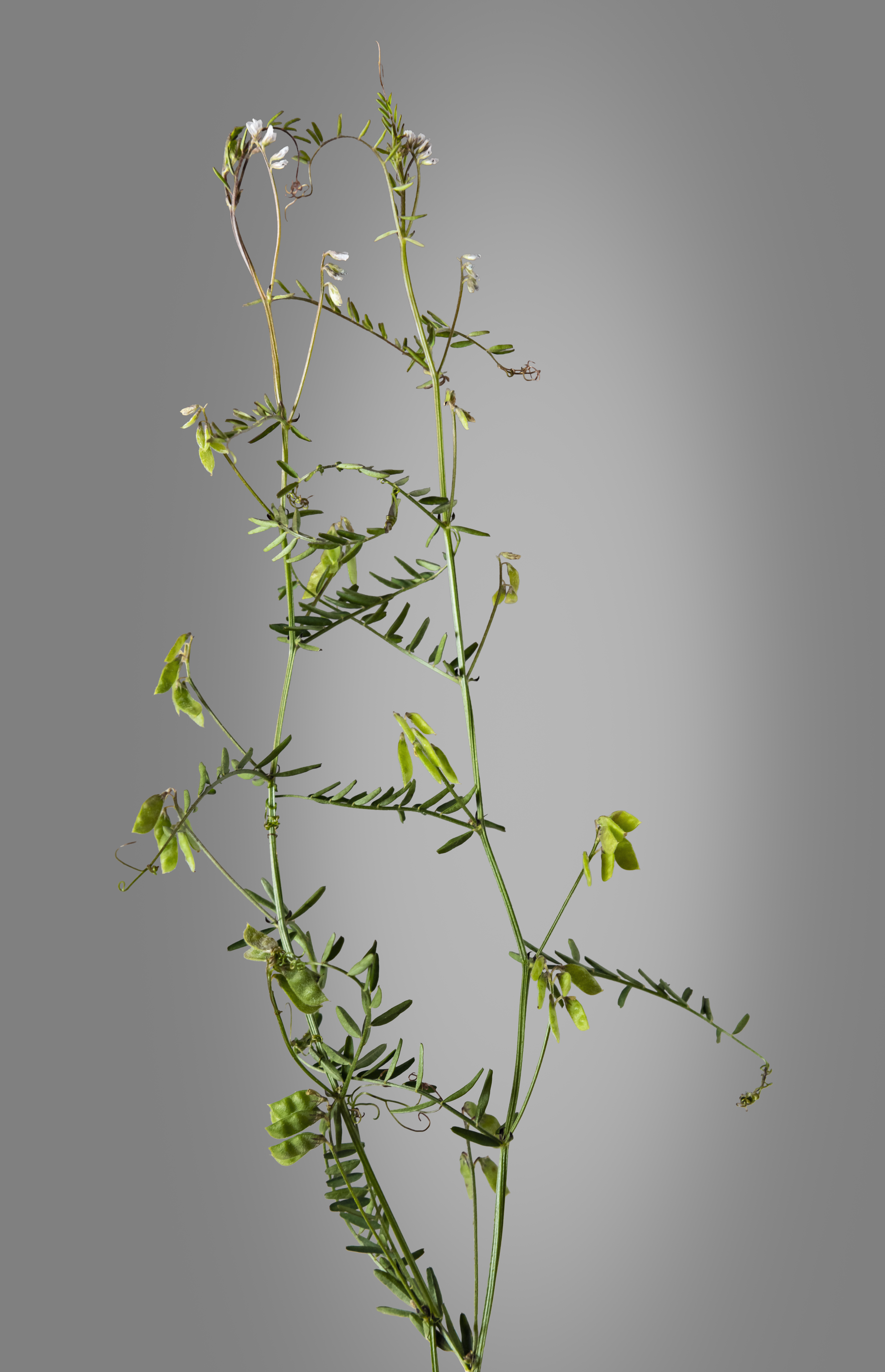
Ringelwikke
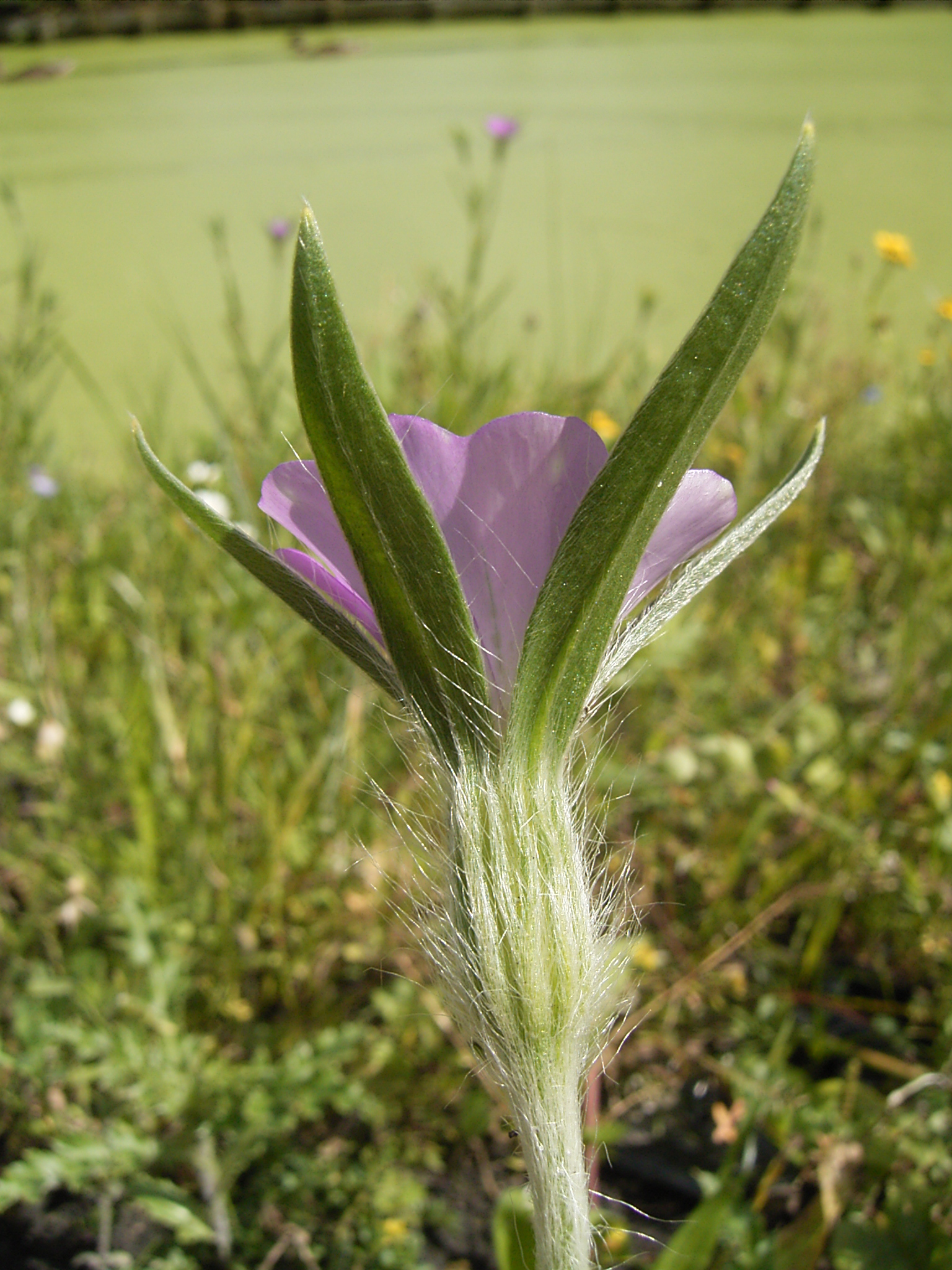
Bolderik
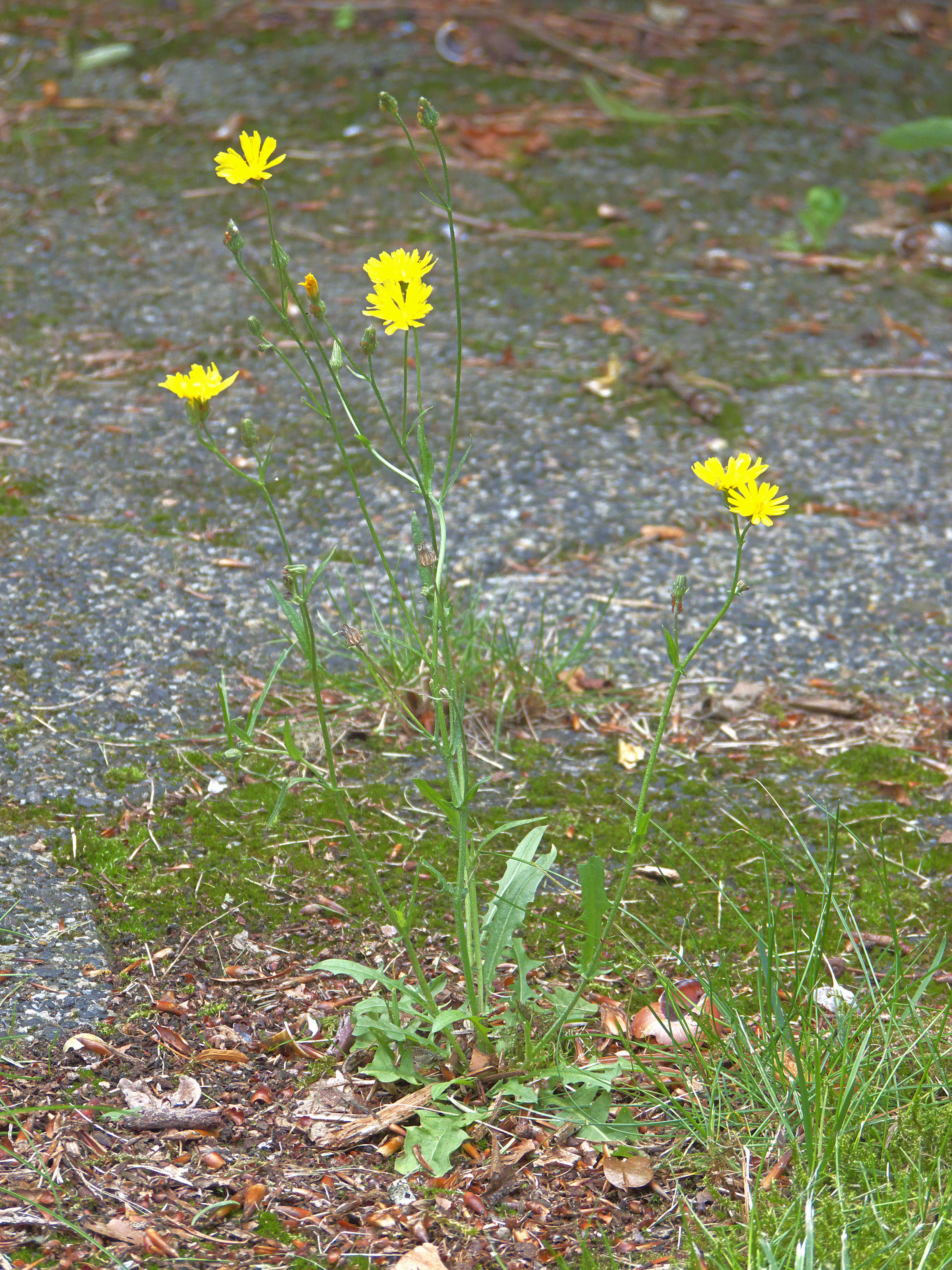
Klein streepzaad
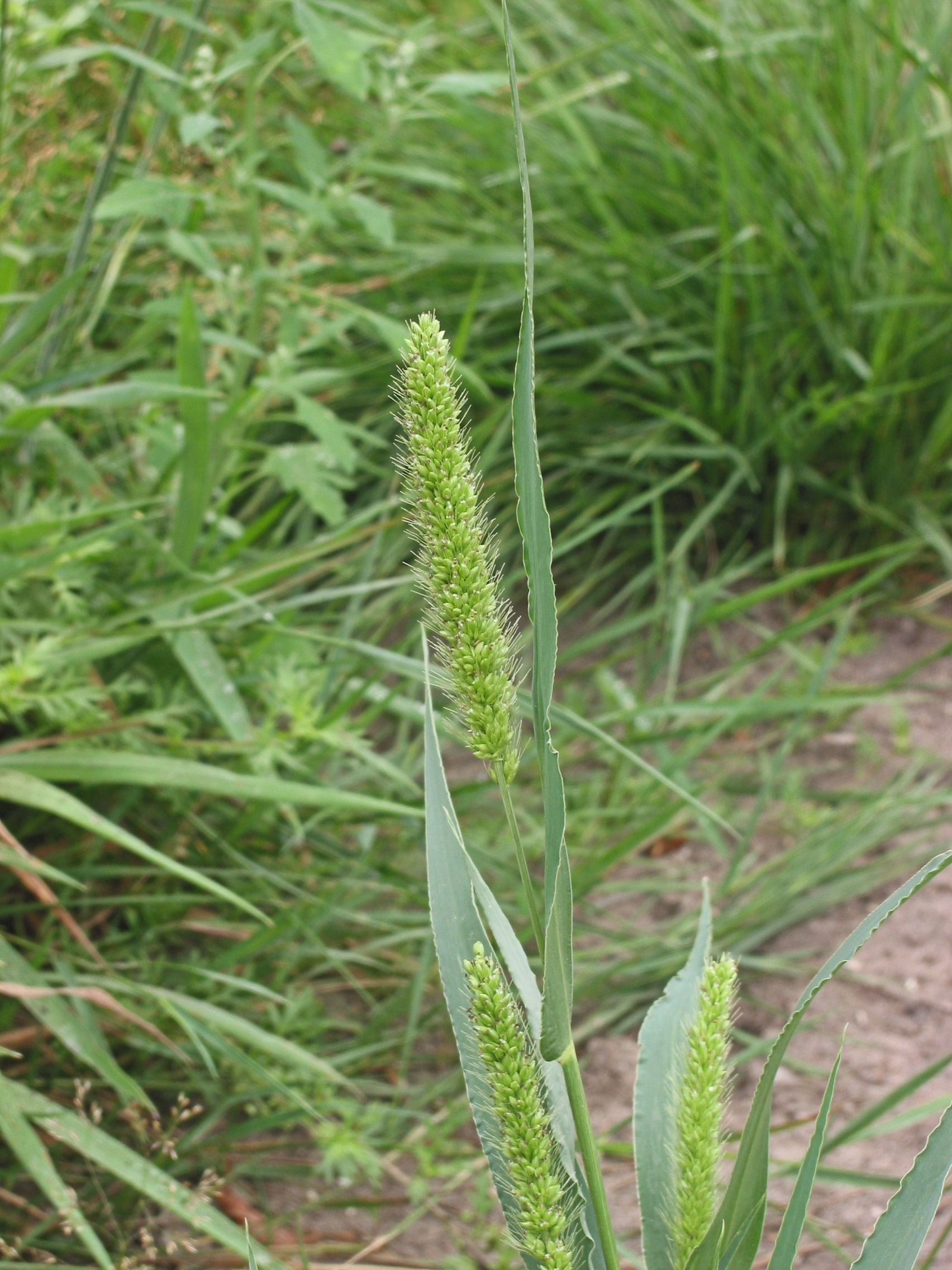
Groene naaldaar
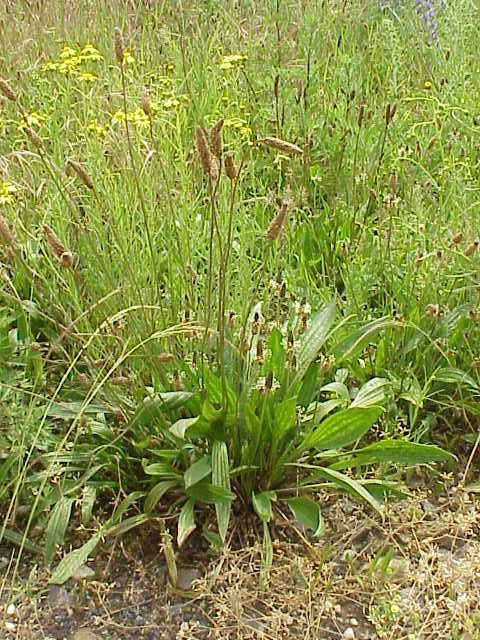
Smalle weegbree
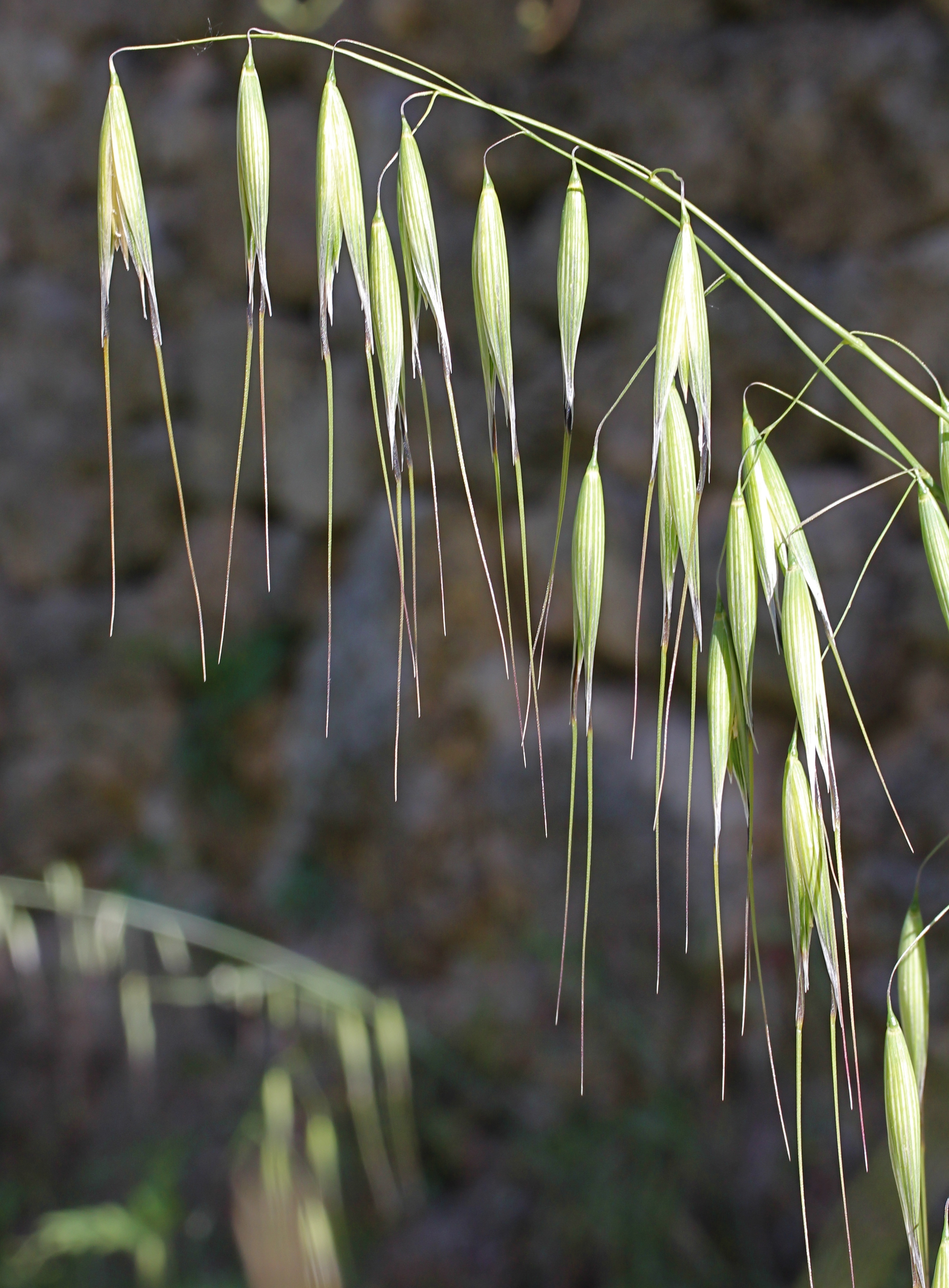
Wilde haver

Naast de inheemse planten (idiochorofyten en archeofyten)) is er een groep met neofyten, die bestaat uit ingeburgerde planten (agriofyten en epoecofyten zonder de archeofyten) en niet ingeburgerde planten efemerofyten (ook exoten).